# 卡泰斯克
56°18′N 62°34′E / 56.300°N 62.567°E
卡泰斯克（俄语：Ката́йск）是俄羅斯庫爾干州西北部的一個城市，位於伊謝季河畔，距庫爾干西北214公里。2002年人口15,836人。
卡泰斯克於1655年建立，1944年正式建市。